# Флейтас, Роберто
Роберто Флейтас (исп. Roberto Fleitas; 25 августа 1932, Монтевидео — 3 марта 2024, Монтевидео) — уругвайский футболист и футбольный тренер. Обладатель Кубка Америки и Кубка Либертадорес.

## Биография
Большую часть карьеры провёл в столичном «Ливерпуль», выступая на позиции центрального защитника. Также играл в «Рампла Хуниорс» во время турне по Америке и Европе в 1956 году, выступал в «Сентраль Эспаньол», «Монтевидео Уондерерс» и «Сентраль Сан-Хосе».
Несмотря на отсутствие официальных источников Футбольной ассоциации Уругвая, «La Republica», уругвайская национальная газета, утверждает, что Флейтас периодически выходил на поле в составе сборной.
Когда Флейтас закончил карьеру, ему не было и 30 лет. Он начал тренерскую карьеру в «Ливерпуле» из Монтевидео с должности ассистента тренера, работал с 1963 по 1964 год. С 1965 года он занимал пост главного тренера различных молодёжных составов «чёрно-синих», а в 1969 году стал тренером сборной четвёртого дивизиона Уругвая. В том же году он стал тренером первой команды «Ливерпуля». В период с 1970 по 1971 год ему пришлось уступить своё место Ондино Виере, которому он помогал в качестве ассистента, но он вернулся к должности тренера в 1972 году.
В 1973 году он руководил «Рампла Хуниорс», в 1974 году — командой «Белья Виста», а в 1975 году перешёл в «Прогресо». Именно в том году вместе с «гаучос» он завоевал свой первый титул, выиграв третий дивизион и поднявшись во второй. В 1976 году он перешёл в «Ла-Лус» и повторил достижение годичной давности. Он оставался в команде до 1978 года, затем вернулся в «Ливерпуль» в 1979 году.
В 1980 году он уехал за границу, став тренером венесуэльского «Атлетико Фалькон».
Он вернулся в «Прогресо» в 1981 году, а с 1982 по 1983 год тренировал «Сентрал Эспаньол», который он привёл к победе во втором дивизионе, получив повышение. Флейтас вернулся в «Ливерпуль» в 1984 году, а в 1985 году — снова в «Прогресо», выиграл первый крупный профессиональный трофей — Торнео Компетенсия — возрождённый турнир, последний розыгрыш которого проводился 17 лет назад. 1986 год он разделил между «Прогресо» и «Белья Вистой», последней помог спастись от вылета во второй дивизион.
В 1987 году он был назначен тренером сборной, заменив Омара Борраса после не очень удачного Чемпионата мира 1986 года. В свой первый год в качестве тренера Флейтас хотел создать максимальную конкуренцию для других команд на Кубке Америки 1987 года, его предшественник выиграл в предыдущем соревновании, и это позволило Уругваю начинать турнир непосредственно с полуфинала. Флейтас предпочитал стратегию 4-3-3 с тремя нападающими, и она себя оправдала победой со счётом 1:0 в первом матче против Аргентины, единственный гол забил Антонио Альсаменди, в финале Уругваю предстояло встретиться с Чили, там также была минимальная победа уругвайцев, которую принёс гол Пабло Бенгоэчеа, Уругвай стал чемпионом Южной Америки.
В 1988 году Флейтас покинул свой пост, его заменил Оскар Табарес, который затем готовил команду к чемпионату мира 1990 года в Италии, Флейтас же принял предложение «Насьоналя». Флейтас занял должность, потому что хотел выиграть Кубок Либертадорес 1988 года, и ему это удалось, на этот раз он применил стратегию 4-4-2. В финале предстоял матч против аргентинского «Ньюэллс Олд Бойз». Уругвайцы не растерялись после минимального проигрыша в первом матче, разгромив соперников со счётом 3:0 во втором. «Насьональ» получил право на участие в Межконтинентальном кубке 1988, в котором он встретился с ПСВ, чемпионом Европы. Опять же, Флейтасом была выбрана схема 4-4-2; Сантьяго Остоласа забил быстрый гол, однако Ромарио сумел восстановить паритет, дело дошло до дополнительного времени, Рональд Куман вывел свою команду вперёд, реализовав пенальти, но за минуту до свистка всё тот же Остоласа сравнял счёт. В серии пенальти вратарь «Насьоналя» отбил четыре удара, чем принёс команде победу.
В 1992 году состоялась его единственная победа в уругвайском чемпионате. Тренер занялся серьёзной реструктуризацией команды в 1997 году после ухода Мигеля Анхеля Пуппо. Его последним клубом был «Ливерпуль», его родная команда как игрока, он вступил в должность в январе 2000 года. В августе того же года в связи с плохими результатами клуба был уволен.
Скончался 3 марта 2024 года на 92-м году жизни.

## Достижения
- Обладатель Кубка Америки: 1987
- Обладатель Кубка Либертадорес: 1988
- Обладатель Межконтинентального кубка: 1988
- Чемпион Уругвая: 1992

индивидуальные
- Тренер года в Южной Америке: 1988